# ماساتوشي أكيموتو
ماساتوشي أكيموتو هو سياسي ياباني، ولد في 10 أغسطس 1975 في توميساتو في اليابان. نشط حزبياً في الحزب الليبرالي الديمقراطي الياباني.

## مناصب
- في الانتخابات العامة اليابانية 2017، انتخب عضو مجلس النواب الياباني  [لغات أخرى]‏ عن دائرة Chiba 9th district [الإنجليزية]‏ وقد انضم خلال فترته النيابية ‏ (22 أكتوبر 2017 – ) للكتلة البرلمانية الحزب الليبرالي الديمقراطي الياباني.
- انتخب local assemblyperson of Japan  [لغات أخرى]‏ توميساتو.
- انتخب .
- انتخب عضو مجلس النواب الياباني  [لغات أخرى]‏ عن دائرة Chiba 9th district [الإنجليزية]‏ وقد انضم خلال فترته النيابية ‏ للكتلة البرلمانية الحزب الليبرالي الديمقراطي الياباني.

## وصلات خارجية
- الموقع الرسمي